# Esteban Soeiro
Esteban Soeiro (Santarém, 1235-Lisboa, 22 de septiembre de 1321) fue un escritor y sacerdote católico portugués, religioso trinitario, redentor de cautivos y confesor de la reina Isabel de Portugal.

## Biografía
Esteban Soeiro nació en 1235 en Santarém, en el Reino de Portugal, en el seno de la familia noble de los Soeiros. A los dieciocho años de edad ingresó en la Orden de la Santísima Trinidad y de los Cautivos (1253), donde profesó sus votos religiosos (1255) y fue ordenado sacerdote. Fue trasladado al convento de los trinitarios de Lisboa, del cual llegó a ser ministro. Fue profesor catedrático de la recientemente fundada Universidad de Lisboa (1290). Llevó a cabo ocho redenciones de cautivos, logrando rescatar a más de 600 cristianos de manos de musulmanes en Marruecos.
Soerio fue apreciado por el rey Dionisio I de Portugal, quien le confió ser el confesor de la reina Isabel de Portugal y le nombró primer maestre y legislador de la Orden de Cristo, para la cual compuso los estatutos que los caballeros de la milicia debían observar. Conservó el cargo de maestre hasta la aprobación pontificia por parte del papa Juan XXII en 1319. Este religioso amplió el hospital de los trinitarios de Lisboa y fundó allí una Cofradía de la Santísima Trinidad, en la que se inscribieron el rey Dionisio y el príncipe Alfonso.